# Russell Harrison Varian
Russell Harrison Varian (* 24. April 1898 in Washington, D.C.; † 28. Juli 1959 in Juneau, Alaska) war ein US-amerikanischer Wissenschaftler und Erfinder eines Mikrowellengenerators und Magnetometers.

## Leben
Varian war irischer Abstammung. Er studierte an der Stanford University und erwarb 1927 seinen Master. Hier studierte 1925–33 auch William Webster Hansen, der später an Hohlraumresonatoren forschte. Anschließend arbeitete er für verschiedene Unternehmen, wie Philo Farnsworths Fernsehfirma und Humble Oil and Refining Co., an Messgeräten für die Ölförderung.
Als sein jüngerer Bruder, Sigurd Fergus Varian, der Berufspilot bei PanAm war, von seinen schlechten Flugerfahrungen bei Nacht und Nebel berichtete und nach Möglichkeiten einer wetterunabhängigen Navigation suchte, suchte Russell Varian nach Methoden, auch fliegende Flugzeuge bei schlechtem Wetter und bei Dunkelheit orten zu können. Der Artikel aus dem Jahr 1935 von Agnessa und Oskar Heil war ihm ebenso unbekannt wie die geheimen militärischen Forschungen mit gepulsten Hochfrequenzstrahlen, dem späteren Radar.
Er brauchte Radiowellen, die Wolken durchdringen können, von so kurzer Wellenlänge, dass sie die nötige Auflösung erreichen. Die damals gebräuchlichen HF-Verstärker hatten eine zu geringe obere Frequenzgrenze. Zum einen haben Schwingkreise mit konzentrierten Kapazitäten und Induktivitäten oder Lecherleitungen im Mikrowellenbereich sehr hohe Strahlungsverluste. Zum anderen wird bei dichtegesteuerten Elektronenröhren die obere Frequenzgrenze bestimmt durch die inneren Röhrenkapazitäten, die Zuleitungsinduktivitäten der Elektroden und die Elektronenlaufzeit. Die mit der Wellenlänge immer kleiner werdenden dichtegesteuerten Elektronenröhren erlaubten nur noch kleine Anodenverlustleistungen. So hatte die im März 1935 von RCA-DeForest herausgebrachte Eichelröhre (955 Acorn Triode) bei einer HF-Leistung von 0,5 W eine Grenzwellenlänge von 100 cm.
Nachdem Varian von Hansens Arbeit an Hohlraumresonatoren erfahren hatte, reisten die Brüder am 5. März 1937 zu Hansen. Zum einen wollten sie seine Erlaubnis einzuholen, den Resonator benutzen zu dürfen und zum anderen mit ihm über den Farnsworth-multipactor diskutieren, einen dynamischen Sekundärelektronenvervielfacher, von dem sie erhofften, dass dieser als Mikrowellenverstärker brauchbar wäre. Hansen testete gerade seinen Resonator, den seine Studenten Rhumba nannten, woraus sich später die Bezeichnung Rhumbatron entwickelte. Am 30. März schlug Sigurd der Stanford-Universität einen Vertrag vor, die Geräte der physikalischen Fakultät benutzen und Bill Hansen und andere Wissenschaftler jederzeit um Rat fragen zu dürfen. Der Gewinn sollte zu gleichen Teilen zwischen der Universität, Russell und Sigurd Varian aufgeteilt werden. Hansen nahm sich die Zeit, Varians Theorien zu prüfen und mathematisch zu formulieren. Am 5. Juni 1937 dachte Varian über ein Geschwindigkeits-Gruppierungs-Prinzip nach, das er bunching nannte (Alfred Recknagel und Ernst Brüche bezeichneten es 1938 als Phasenfokussierung). Sie prüften die Idee, die Laufzeit der Elektronen als Funktionsprinzip zu nutzen, und beschlossen einen Zweikammer-Rhumbatron-Oszillator für 10 cm Wellenlänge zu entwickeln, der schon am 30. August 1937 stabil schwang. Am 11. Oktober 1937 meldeten sie ihr Patent an. Ihren Mikrowellengenerator bezeichneten sie später als Zweikammer-Klystron, weil zur Geschwindigkeitsmodulation ein Doppelgitter diente, das mit zwei Wandflächen eines Hohlraumresonators auf jeweils gleichem Potenzial lag. Das Klystron im Zentimeterwellenbereich fand Verwendung beim Aufbau von Richtfunkstrecken. Nachdem die Funktionsweise bis in alle Einzelheiten erforscht worden war, wandte sich das Team der Entwicklung noch fehlender Messverfahren für Wellenlänge, Frequenz, Leistung und Scheinwiderstand zu.
1948 gründeten die Brüder die Firma Varian Associates für die Produktion  von Klystrons, insbesondere auch solche sehr hoher Leistung für die Radartechnik und für Fernsehsender. Für das Vanguard-Projekt entwickelte Varian 1957 ein Magnetometer zur Messung des erdmagnetischen Feldes. Varian erhielt rund 100 Patente auf dem Gebiet der Mikrowellentechnik. 1995 wurde die Klystron- und Radartechnik ausgegründet und heißt heute Communications & Power Industries, CPI. Varian Associates spaltete 1999 in drei Teile auf – Varian Inc. (gehört seit 2010 zu Agilent Technologies), Varian Medical Systems und Varian Semiconductor (gehört seit 2011 zu Applied Materials).